# Jutrzenka II

Jutrzenka II

Jutrzenka II – polski herb szlachecki, używany przez rodzinę osiadłą na Kaszubach.

## Opis herbu
Opis z wykorzystaniem zasad blazonowania, zaproponowanych przez Alfreda Znamierowskiego:
W polu złotym skos błękitny, obarczony trzema gwiazdami złotymi. Klejnot: nad hełmem w koronie słup błękitny obarczony trzema gwiazdami złotymi, między dwoma takimiż skrzydłami orlimi. Labry błękitne, podbite złotem.

## Najwcześniejsze wzmianki
Herb odnotowany przez polskie i niemieckie herbarze. Wymieniają go Nowy Siebmacher, Juliusz Karol Ostrowski (Księga herbowa rodów polskich) i Emilian Szeliga-Żernicki (Der polnische Adel).

## Herbowni
Używany przez Jutrzenków z Rekowa i Gostkowa, możliwe także, że przez Jutrzenka-Trzebiatowskich.